# Daniel Sánchez (billard)
Pour les articles homonymes, voir Sánchez et Daniel Sánchez.
Daniel Sanchez, né le 3 mars 1974, est un joueur espagnol de billard carambole, champion de 3 bandes.

## Palmarès
(non exhaustif)
- 4 fois champion du monde de billard 3 bandes (UMB): 1998 (Rezé), 2005 (Lugo), 2010 (Sluiski) et 2016 (Bordeaux)
- 2 fois champion des World Games 3B: 2001 (Akita) et 2005
- 2 fois champion d'Europe 3B: 1997 (Mondorf) et 2000 (Madrid)
- 2 fois champion d'Europe 3B Juniors: 1992 (Barcelone) et 1995 (Budapest)
- 31 fois champion d'Espagne dans diverses disciplines